# Moussa Diaby
Moussa Diaby (sinh ngày 7 tháng 7 năm 1999) là một Cầu thủ bóng đá chuyên nghiệp người Pháp thi đấu ở vị trí tiền vệ cánh cho câu lạc bộ Premier League Aston Villa và Đội tuyển bóng đá quốc gia Pháp.

## Sự nghiệp câu lạc bộ

### Paris Saint-Germain
Diaby là sản phẩm của Học viện đào tạo trẻ Paris Saint-Germain.  Anh ấy gia nhập câu lạc bộ khi mới 13 tuổi và bắt đầu chơi cho đội B vào năm 2017. Diaby là người đã nhận giải Titi d'Or 2016 với tư cách là tài năng triển vọng nhất và xuất sắc nhất trong học viện Paris Saint-Germain.

### Cho mượn tới Crotone
Diaby được cho Crotone mượn trong nửa sau của mùa giải Serie A 2017–18. Anh ra mắt chuyên nghiệp ngày 14 tháng 4 năm 2018 trong trận đấu tại Serie A trước Genoa.  Anh ấy vào thay Marcello Trotta sau 84 phút trong trận thua 1-0 trên sân khách. Anh ấy đã có thêm một lần ra sân ở đội một cho Crotone trong trận hòa 1-1 của họ trước nhà vô địch ở vòng đấu cuối cùng là Juventus vào ngày 18 tháng 4.

### Quay trở lại Paris Saint-Germain
Vào ngày 14 tháng 9 năm 2018, Diaby vào thay người cho Lassana Diarra trong giờ nghỉ giải lao, đã ghi bàn cho PSG ở phút 86 trong chiến thắng 4–0 trước AS Saint-Étienne. Diaby trở thành cầu thủ tốt nghiệp học viện thứ 124 được ra sân cho đội chuyên nghiệp.
Anh ấy đã có 25 lần ra sân ở Ligue 1 trong mùa giải 2018–19, ghi bốn bàn trên mọi đấu trường và trung bình cứ sau 190 phút lại có một pha kiến tạo trong quá trình bảo vệ thành công danh hiệu của câu lạc bộ.

### Bayer Leverkusen
Vào ngày 14 tháng 6 năm 2019, có thông báo rằng Diaby sẽ gia nhập Bayer Leverkusen trong một hợp đồng kéo dài 5 năm. Diaby đã ghi bàn thắng đầu tiên tại Bundesliga cho Leverkusen trong trận ra quân đầu tiên vào ngày 23 tháng 11 năm 2019 trong trận hòa 1-1 của câu lạc bộ với SC Freiburg.
Diaby ghi bàn thắng thứ ba cho Leverkusen trong thời gian bù giờ để ấn định chiến thắng trước 1. FC Union Berlin trong trận tứ kết DFB-Pokal vào ngày 4 tháng 3 năm 2020. Ở vòng tiếp theo, vào ngày 9 tháng 6 năm 2020, Diaby ghi bàn thắng đầu tiên trong chiến thắng 3–0 của Leverkusen trước đội bóng ở giải hạng tư 1. FC Saarbrücken để giành một suất vào Chung kết DFB-Pokal 2020. Vào ngày 21 tháng 8 năm 2021, anh ấy ghi bàn ở Bundesliga vào lưới Borussia Mönchengladbach và đó là bàn thắng đầu tiên của anh ấy trong mùa giải.  Anh ấy đã ghi được 9 bàn thắng và có 8 pha kiến tạo trong mùa giải 2022–23.

### Aston Villa
Vào ngày 22 tháng 7 năm 2023, Diaby gia nhập câu lạc bộ Premier League Aston Villa với mức phí không được tiết lộ, được cho là kỷ lục của câu lạc bộ 51,9 triệu bảng, tái hợp với cựu huấn luyện viên PSG Unai Emery. Vào ngày 27 tháng 7, Diaby đã ghi bàn sau khi vào sân thay người trong chiến thắng 2–0 trước mùa giải trước Fulham trong Premier League Summer Series ở Hoa Kỳ.